# Alison (Central Coast, New South Wales)
Alison ist ein kleiner Ort in New South Wales, Australien. Er gehört zur Local Government Area Central Coast.

## Geographie
Der Ort liegt auf halber Strecke zwischen Sydney und Newcastle. Das Stadtzentrum von Sydney befindet sich rund 70 Kilometer südlich.
Alison liegt im Hinterland von Central Coast, das rund fünf Kilometer entfernt ist. Der Wyong River passiert den Ort im Süden und mündet wenig später im Nachbarort Wyong in den Pazifik. Direkt am Ort führt der Sydney-Newcastle Freeway (M1, Highway 1) vorbei.

## Demographie
Mit Stand von 2021 hatte Alison 85 Einwohner. Das Medianalter lag bei 47 Jahren. Das mittlere Einkommen pro Person betrug 669 Australische Dollar, das mittlere Haushaltseinkommen lag bei 2249 AUD, womit es zu den höheren Haushaltseinkommen im landesweiten Vergleich (1746 AUD) zählte.